# Флаг Хивинского ханства
Флаг Хиви́нского ха́нства (Государства Хоре́зм) — являлся официальным государственным символом Хивинского ханства (Государства Хорезм).
Флаг представлял из себя чёрное полотно с голубой (или зелёной) каймой и расположенным в центре золотым полумесяцем . Использовался до 1920 года, вплоть до ликвидации Хивинского ханства в результате Хивинской революции, и образования на его территории Хорезмской Народной Советской Республики (ХНСР), которая приняла свой собственный флаг и герб.

Основной вариант флага ХНСР
Вариант флага ХНСР с января 1920 по 30 апреля 1920 года.
Вариация с января 1920 по 30 апреля 1920 года.
Вариант с 30 апреля 1920 по май 1921 года.
Вариант с июля 1922 по 23 октября 1923 года.

В 1924 году в СССР было произведено национально-территориальное размежевание территории ХНСР между Узбекской ССР, Туркменской ССР и Российской СФСР. По результатам данного национально-территориального размежевания, была упразднена ХНСР и её флаг и герб, а вместо них разработаны флаги и гербы новых союзных республик.

## Комментарии
1. ↑  Достовено неизвестно, не сохранилось оригинальных флагов Хивы, существующие являются исторической реконструкцией